# Ali Hüryılmaz
Ali Hüryılmaz (nascido em 29 de janeiro de 1945) é um ex-ciclista turco que representou seu país nos Jogos Olímpicos de Verão de 1972 no individual e contrarrelógio, terminando em septuagésimo terceiro e vigésimo quarto lugar, respectivamente.